# 참지정사
참지정사(參知政事)는 고려 후기에 중서문하성(中書門下省)에 설치된 종2품 관직이다. 목종 때(1차)와 1356년(2차)에 시행하였고, 1275년(1차)에 폐지되었다가 1362년(2차)에 완전히 폐지되었다.

## 정의
고려시대 중서문하성(中書門下省)의 종2품 관직.

## 내용
목종 때 처음 두었으며 문종 때 인원을 1인으로 하였다. 1275년(충렬왕 1)에 첨의평리(僉議評理)로 고쳤으며 1308년에 충선왕이 평리로 고치고 인원도 3인으로 늘렸다.
1330년에 다시 참리(參理)로 고쳤으나 1356년(공민왕 5)에 참지정사로 복구하였고 1362년에 첨의평리로 고쳤으며, 1369년에 참지문하부사로, 1372년에는 문하평리로 명칭이 바뀌었다.
참지정사는 고려의 다른 제도와 마찬가지로 당나라의 제도를 모방한 것이지만 실제적인 내용에서는 다른 점이 있었다. 당나라에서는 타관으로서 재상직에 있게 하는 허직(虛職)에 불과하였던 것이나, 고려에서는 타관에게 가하는 허직이 아니라 기능과 임무가 뚜렷한 실직이었다.

## 참고 문헌
- 『고려사(高麗史)』
- 『고려사절요(高麗史節要)』
- 『신당서(新唐書)』